# 恋色空模様
『恋色空模様』（こいいろそらもよう）は、すたじお緑茶が2010年3月26日に発売したアダルトゲーム。ファンディスクとなる『恋色空模様 after happiness and extra hearts』についても本項で記述する。攻略ヒロインは本編で5人、ファンディスクで追加4人。略称は本編は「恋空」、ファンディスクは「あはえは」。
キャッチコピーは
- 「彼女たちと出会い、神那島の空が、恋色に染まるっ」（本製品、及び第一部）
- 「学院を取り戻すため、神那島に革命の嵐が吹き荒れる」（第二部）
- 「あなたと出会い、わたしの心があなた色に染まるっ」（第三部）
- 「彼女たちとの再会、神那島の空が、恋色に咲き乱れるっ」（ファンディスク）

## 概要
すたじお緑茶制作アダルトゲーム第7弾。当初は2009年10月に発売予定であったが、「より重厚なシナリオ作りに励むため」という名目で発売日が現在のものに変更された。従来同ブランド作品ではゲーム本編そのものやその特典に「お遊び要素」としてアクションゲームを取り入れているが、本作はアドベンチャーモードのみとなっている。これは製作環境の縮小により両ジャンルを同時に作ることができなくなったという理由もあるが、「今まではアクションを含めることで『緑茶』の存在をアピールしていたが、本作はアドベンチャーのみで知名度を上げる新たな第一歩にしている」という見解も指摘している。2009年4月から同年10月まで音泉にてブランド初のWEBラジオ島と海と☆こいそらじおを本編のタイアップとして配信、さらに2010年3月から同年9月まで発売に先駆けて同番組が復活、さらにファンディスクを記念して同年12月から『島と海と☆こいそらじお～はっぴーはーと～』が配信された（いずれも隔週木曜日配信）。
前々作「片恋いの月」、前作「マジカライド」同様、「吹き出しのようなコンパクトなメッセージウィンドウ」となっている。各キャラクターが会話にあわせて動く演出がされており、より臨場感を深めることに成功している。ちなみに従来では複数のキャラクターが同時に発言しても、そのメッセージ履歴は個別でしか再生できなかったが、本作では個別も全員同時再生も可能となっている。
シナリオは全23話のエピソードで構成され、各エピソードの終盤に次回予告があったり、アバンでこれまでのあらすじを説明するなど、アニメを意識した雰囲気になっている。エピソードの流れは、各ヒロインたちとの出会いや日常を描く第一部（第1話〜第9話）、主人公たちの廃校問題との戦いを描く第二部（第10話〜第20話）、そして各ヒロインたちの個別ルートとなる第三部（第21話〜第23話）に分けることができる。特に、第二部は新OPに差し替えられるだけでなく、タイトルも「神那島クルセイダーズ」に変更される演出がなされている。ただし第三部になると再び序盤のOPに戻る。
2010年10月21日の音泉のトピックス、及びテックジャイアン（12月号）にて、ファンディスクの制作を発表。2011年10月28日発売。
ファンディスクの内容は、「（無印で）もしもメインヒロインと恋仲とならなかったら」というifストーリーを収録した「extra hearts」、メインヒロインとのその後を描いた「after happiness」で構成されている。前者は無印の20話後の物語で21話〜31話、うち個別ルートが終盤の29話〜31話、後者は各自24話〜26話の三部構成となっている。また、全てのシナリオをクリアすると、「finale」の卒業式が出現する。

## ストーリー
主人公、伊東誠悟は母親の都合で海を臨む田舎の神那島に東京から転校してきた。幼なじみ、義妹の2人との再会。さらに何故か日本刀を持ったクールビューティーな少女、小悪魔金髪ツインテールの風紀委員、生徒会長をしているお嬢様と出会い、島の生活に次第に慣れていった。
そんな時、自分たちが通っている神那学院が廃校するという噂を耳にする誠悟たち。最初は学校にそれほど愛着も無かった為無関心だったが、その問題が町全体を巻き込むほど発展してしまう。そんなある日、廃校問題に反対を訴えていた親友の春樹が何者かに襲われ意識不明の重体となってしまう。反対運動のリーダー格であった春樹の怪我を機に反対運動は一気になりを潜め、彩だけが必死に運動を続けていた。そしてその彩もが襲われかけるという事件が発生する。理不尽な大人たちの暴力に怒りを覚えた誠悟は、廃校問題に立ち向かうことを決意するのであった。

## 登場人物
登場人物の声優は、WEBラジオで紹介された4人を除き、公式サイトでもまだ非公表である。この処置も「出演する声優ではなく、内容により作品を見てほしい」というブランドの新たな挑戦の一環である。しかしながら本編中で、緑茶作品の過去作品のキャラクターを「前世」と呼ぶなど、一部は声優を意識しているような楽屋ネタがある。

### メインキャラクター
メインヒロインの名前の下の太字は、通販サイトの商品情報や、デモムービーでテロップが入る彼女たちのキャッチコピーである。またビジュアルファンブックでのコメントによると、各ヒロインのルートにはテーマが添えられている。
伊東 誠悟（いとう せいご）
声：なし
本作の主人公。都会育ちのため、運動音痴、無気力で諦めが早いが、一度火がつきやる気を見せるとかなりの実力を発揮する。勉強もでき、成績は上位。頭も切れ、分析や直感による考察を得意とする。エロゲ、エロマンガの知識が豊富なオタクであり、悪友2人と学院にエロ本を隠しているスケベな性格。曰く人見知りが激しいらしく、クラスメイトとの付き合いが少なく、佳代子、優喜が同じクラスであることに気付かなかった。しかし家事や事務的な仕事をそつなくこなす才能を持ち、その性格に反して女難の相を持っている。特に家事においてはスーパーの安売りで衝動買いしたり、日々料理の研究をしているなど、周囲から「主夫じみている」と称されているほどの人格となっており、「男子にも家庭科があったら女子たちが自信を失くす」とまで彩に言われたこともある。それなりに拘っていて、うどんや素麺の汁も出汁から取るなどしているが、本人は大したことではないと言っている。日曜大工にも凝っており、佳代子の家の修理や学院の修理も行っている。腕は確かで清美に上出来とまで言わせるほど。実は仮性包茎であり、現実で異性とつきあうことに消極的。痛覚に対する脳内麻薬が多く分泌されているらしく、怪我をしても最初は気付かず（もしくは忘れ）、指摘されてから激痛に苦しむという場面が少なくない。
なお正確な誕生日は不明だが、彩（5月5日）よりも後らしい。
加納 佳代子（かのう かよこ）
声：遠山枝里子
勤倹尚武。孤独を愛するクールな剣道少女。
10月10日生まれ。天秤座。AB型。
身長：163cm。スリーサイズ：85(D)/59/84
風紀委員から逃げていた誠悟が裏山で出逢った少女。黒い長髪に、携えた日本刀が特徴で凛とした印象を持つ。常にクールな一匹狼で、他者との関わりを避けている節が見られる。両親は事故で死別しており、道場で一人暮らし。また養子であり、幼いころの記憶がないらしい。
手先が壊滅的に不器用であり、電気製品類が苦手なため生活能力はほぼ皆無。そのため当初は自宅がボロボロの状態であり、成り行きでそれを知った誠悟が修理を引き受けたことで彼に感謝と好意を抱くようになる。人とか交わることが少ないため、恋愛経験がなく、その手の話を聞いたり、可愛い一面を見られると赤面して取り乱す。そのためドーナッツといった菓子類が好物であるが、周囲の目が気になり人前では食べない。彩が犬であるように、ギャグシーンでは猫のような演出がなされる。料理が壊滅的に下手で、家庭科の成績は「1」。何かあれば日本刀を使って解決させようとする事があり、黒いアレを両断するなどしている。剣術に長けていて、腕はかなりのもの。警棒の間合いで振ると廃屋の柱だけを切るつもりが、奥の壁まで切断して困るとこぼしている。
ルートのテーマは「彼女が過去に犯した罪とそれとの向き合い方」。
篠原 聖良（しのはら せら）
声：月城真菜
唯我独尊。“我”最強主義の金髪ツインテール
3月25日生まれ。牡羊座。B型。
身長：160cm。スリーサイズ：82(C)/57/84
我が道を行く風紀委員の少女。風紀委員第二班班長。金髪であることが珍しいため、島でもさまざまな異名で名が通っている（金色の魔王と称される事が多い）。しかし本人は説明が面倒ということからハーフということにしているが、実際には日系の母親と日本人の父親から生まれたため、隔世遺伝のようである。「教師からの受けがいい」という不純な理由で風紀委員会に所属しているが、表向きは優等生であり、仕事の実績も学力も申し分ない天才肌。しかし実態は風紀委員でもあるにもかかわらず、トラブルを楽しむ性分。一方で仲間想いであり、恋愛に葛藤する他のヒロインや風紀委員の正義に悩む真知子に、達観した視点で助言を与えてくれるという一面もある。主にトンファーを武器にし、春樹らを瞬殺するほどの格闘戦に長け、智略にも併せ持つ。そんな自身を出し抜いた（実際は偶然が重なっただけ）誠悟に興味を持ち、彼に勝つことに執着している内に好意を抱いた。また、佳代子にも連戦連敗（こちらは実力的に）であり、それを本人も堂々と認め、彼女との再戦も渇望している（無論、本人らにとっては傍迷惑であるが）。ちなみに母も武闘家らしく、清美によるとかなりの手練らしい。
ルートのテーマは聖良個人には特になく、風紀委員という存在が物語に関わってくる。
服部 彩（はっとり あや）
声：安玖深音
猪突猛進。明るく元気な“ワンコ”系幼なじみ。
5月5日生まれ。牡牛座。O型。
身長：155cm。スリーサイズ：80(B)/58/84
幼少時代に誠悟と遊んでいた幼なじみ。明朗快活な性格で男子と交じって遊ぶ元気っ子で、色気が欠けた「外見だけ成長した子ども」。誠悟、久志、春樹とともにいることが多く、それぞれ「せいちゃん」、「久坊」、「春坊」と呼んでいる。短絡思考で誠悟に「単なるスキンシップ」と称してベタベタくっつく事も多い。また大食らいであり、ご近所の誠悟の家に勝手に上がり込んでは朝食を拝借している。しかし、その精神年齢であるため下ネタには奥手で、その話題になるとしどろもどろになる。とは言っても内心ではそっち方面の知識を意識しており、誠悟との会話を曲解して変な妄想をする事が多々ある（ちょっとした悪意で誠悟自身が意図的に誘導することもある）。キャッチコピーにあるように、「わっふー」、「きゃんきゃん」など犬の鳴き声を、その場のテンションに合わせて口癖のように発する。
五人兄弟の真ん中に当たる次女であり、面倒見がいいこともあって交友関係は広い。運動神経は抜群で、特に家業である漁業の手伝いで船に乗るため、平衡感覚が優れている。成績は春樹と同レベルで、難しい授業や朝礼では直ぐに睡魔が襲う。スクーターを運転できるが、兄の改造と彼女のノリ気により、文字通り暴走する。
ルートのテーマは「家族と命」。
内海 静奈（うつみ しずな）
声：さくらはづき
才色兼備。いつもボンヤリのお嬢様“生徒会長”。
8月31日生まれ。乙女座。A型。
身長：167cm。スリーサイズ：88(E)/59/87
おっとりとした性格の神那学院の生徒会長で3年生。容姿端麗かつ頭脳明晰であり、温和で人柄もよいために同性異性を問わず人気が高く、学院内でも信頼は厚い。そのカリスマ性から、つるの一声で混乱した群衆を制止する。一方で決めた事を一切曲げない頑固な一面も持つ。田舎の箱入り娘であったため、自由な都会に憧れており、都会出身の誠悟に関心を抱いている。詳細は不明だが、内海家には面倒を見る弟がおり、誠悟に対しても時々赤ちゃん言葉であやすような言動をとることもある。
神那島で随一の権力を誇る内海家の長女。内海家という鳥篭から飛び出て自由になりたいと願いつつも、どこか諦観している。
ルートのテーマは「自由とそれに伴う犠牲」。
伊東 美琴（いとう みこと）
声：夏野こおり
愚兄嫌妹。“不機嫌デフォルト”冷たい妹
12月15日生まれ。射手座。A型。
身長：152cm。スリーサイズ：78(A)/55/82
誠悟の義妹で彼の母親の再婚相手の連れ子。幼少からの病弱体質で、住む環境を考えてこの島で暮らしていた。自分も利用するため、現在は学院の保健委員を務める。理想だった以前の兄、オタクとなった現在の姿を比べ幻滅している。しかし、嫌悪しつつも内心ではまだ好意を持ち続けるツンデレで、その事を指摘されても「デレません」の一言で否定する（誠悟から見たらデレないのでツンドラだと思われている）。というよりも男子そのものを嫌悪しており、親友の藍子を溺愛している。普段は誠悟を「お兄」と呼ぶが、幼少時代には「お兄ちゃん」と呼んでおり、体調不良など弱気になった際にはそう呼ぶ。ちなみに彼女の部屋には前作の登場人物・ラビトンらしきぬいぐるみがある。
ルートでは聖良同様明確なテーマはなく、兄妹を越え、伊東家全体の危機が引き起こされる。なお彼女以外のヒロインのルートに確定した場合、第3部では両親の研究に同行することとなり、以降は登場しない。

### サブキャラクター

#### 神那学院学生
阿部 久志（あべ　ひさし）
誠悟の悪友の1人。メガネ。エロゲーからBLまで嗜む生粋のオタクであり、根は真面目だが言動が変態。しかも睨まれたり殴られると逆効果に喜ぶどMで、遙か彼方に吹き飛ばされても次の瞬間には何処からともなく戻っている。本人曰く「紳士と言う名の変態」。ただ、オタクではあるがインドア系ではなく、島育ちということもあり体力は誠悟以上。魔女っ子キャラクター「ヴァージナル」がお気に入りで、ポスターやミニフィギュアを持っている。
変人だが友情に厚く、春樹の負傷には誰よりも心を痛めている。その為クルセイダーズの活動が手詰まりになるとメンバーの誰よりも焦りを見せる。自身に誠悟のような頭の回転や春樹のような腕っ節がないことを嘆いており、第二部後半では時々「誠悟のようにはなれない」「誠悟には勝てない」など誠悟を称賛する一方で自分を卑下するような発言も見られる。しかし春樹と一緒にチンピラと喧嘩をしたり、誠悟の受け売りを島民、全校生徒の前で堂々と発表して見せるなど普通以上の力はあり、誠悟と春樹の中間といえる。
なお第二部終盤で、廃校問題に打ち勝つための過程として、静奈から生徒会長の座を譲ってもらう。その後、純粋に好意を寄せる副会長の橋本に告白しようとしたが、言う前にあっさりと断られて傷心した。
藤堂 春樹（とうどう　はるき）
誠悟の悪友の1人。ガタイのいいムードメーカー。運動神経抜群だが成績はイマイチ。時々口にする慣用句も間違っており、二桁以上の数字の計算が出てくると混乱するほどの馬鹿だが仲間想いの好青年。しかし一般女子からは「野獣」「ケダモノ」と敬遠されているようである。詳細は不明だがかつて佳代子との決闘に挑んで惨敗し、以来彼女の前では肝が小さくなる。また校則に厳しい風紀委員の真智子とは犬猿の仲。ちなみに好みは「金髪グラマー」などの年上であり、finaleでは珍しく饒舌にその重要性を力説したほど。
序盤で何者かに危害を加えられ、昏睡状態に陥る。彼の入院は、誠悟らに大きな影響を与える。
以下4名はファンディスク（エクストラ）でヒロインに昇格する。
中西 藍子（なかにし　あいこ）
声：若葉椿
身長153cm　B80(A)-W56-H83　血液型A
静奈たちに憧れて生徒会の書記となった少女。美琴とは親友で彼女の相談相手でもある。勝気な美琴と比較して気弱であり、彩同様性的な話題になると困惑する。趣味は風景撮影で、生徒会でも記録用として誠悟からもらったデジカメを愛用している。華奢な体で冬はコタツから出られないことから、美琴から「コタツムリ」と呼ばれている。
美琴の誠悟に対する思いを理解しているが、素直じゃない妹と、鈍感な兄という2人の状態に悩んでいる。
三木 真智子（みき　まちこ）
声：青山ゆかり
身長158cm　B81(B)-W59-H83　血液型A
聖良と対をなす「鋼鉄の眼鏡」。聖良と同じ風紀委員であり、第一班班長。楽観的な聖良と比べて融通が利かない厳格な性格で、獲物を執拗に追跡することからティンダロスの猟犬と恐れられている。しかし聖良に振り回されて苦労する事もあり、全く話が通じないわけではない。あだ名は「まっちゃん」だが、そう呼ばれると怒る。彩は『真智子』から「ちこちゃん」と呼んでいる。こちらは悪意がないだけマシ、とのこと。実家は島の南部に位置する神社である。
規律を重んじる芹沢に恩があり理想の教師と見ているが、クルセイダーズに対する彼の卑劣な行動を前に、自分の正義と葛藤するようになる。
毛内 清美（もうない　きよみ）
声：木村あやか
身長168cm　B86(E)-W59-H84　血液型B
生徒会副会長。制服のリボンを胸元でなく左の手首や腿に巻いている。実家は代々内海家に仕える家系であり、静奈とのつきあいは長い。世話役兼親友として静奈をサポートし、彼女に寄ってくる男たちを排除している。自分の苗字があまり好きではないらしく、苗字で呼ばれると怒る。静奈とは対照的に男勝りな性格で同姓からの人気は非常に高い。上品であるものの性に関してデリカシーのない静奈に頭を悩ませている。実は高所恐怖症。また誠悟による騒動に、胃薬を欲するほどストレスを感じてはいるが、当の本人は皆が悶絶するほどのものを食べても平気な辛い物好き。
橋本 優喜（はしもと　ゆうき）
声：風音
11月29日生まれ。身長160cm　B85(D)-W58-H84　血液型A
誠悟のクラスメイト。風紀委員第二班所属で聖良の親友。良識だが、言い換えれば軽い説得で許してしまうほど優しい性格であり、他の風紀委員からはよく思われていない。そのため風紀委員第二班は彼女と聖良の2人だけであり、委員の中では浮いた班となっている。愛称は「ゆっきー」だが、聖良からは優喜（ゆうき）という名前から「ゆきち」と呼ばれ、たまに「万札」と呼ばれることもある(主に聖良の機嫌が悪い時)。聖良によく胸を揉まれる。実は勇敢に廃校問題に立ち向かった誠悟に思いを寄せているが、「普通」な自身に対して聖良や佳代子などの「規格外」のヒロインが周囲に存在することにやや嫉妬している。しかし一途な部分があり、『あはえは』の主題歌のイントロとなる「誰よりも（中略）誰にも負けないから」のフレーズは、彼女の芯の強さ表現したものである。
第二部終盤で生徒会副会長に就任する。
平山（ひらやま）
ファンディスク『あはえは』に登場した新キャラクター。
神那島南部の地主の子息となる文化祭実行委員長。性格はその生活環境から傲慢で高圧かつ陰湿で、何かあると母親を求める典型的な「お坊っちゃま」という属性をもつストックキャラクター。
内海を毛嫌いしており、彼女が所属する生徒会や廃校問題で活躍したクルセイダーズと折り合いがつかない。

#### 神那学院教師
坂本 結子（さかもと　ゆうこ）
声：黒崎猫
誠悟のクラスの担任。教職2年目と経歴は浅いが、生徒と年齢が近いこともあって慕われており、「ゆっこちゃん」と呼ばれている(本人はあまり呼ばれたくないようだが)。おっちょこちょいで直ぐ駄々を捏ね、「グレたい気分」の時には校舎裏でこそこそと電気煙草を吸っていることも。挙句の果てには、ここぞというシリアスな場面で人一倍混乱したり号泣したりと、教師としての素質を誠悟から疑問視されている。事あるごとに芹沢に嫌味を言われていると嘆いている。
榊（さかき）※下の名は不明
声：みる
学院の保険医であると同時に島の限られた医者の1人。そのため自主的な往診が多く、不在にした保健室を殆ど保健委員に任せっきりである。保健室は永久中立という思想の持ち主で、誰にでも平等に診察する。自称「巫女さんドクター」であり、メスにより相手の神経を正確に狙う針術をもっていたりする。本人曰く「生かすことと殺すことは表裏一体」らしく、治療に役立つことは一通り学んでいるとのこと。『こいそらじお電気外特別編』に出演したみるが同番組のパーソナリティに名づけを依頼し“みどり”（メーカーから由来）と名づけられた。
芹沢（せりざわ）※下の名は不明
学院の生活指導を担当する教師。常に冷静沈着な堅物で、風紀委員会の顧問も担当しており、彼が担当するようになってから学院の風紀は向上したとされている。しかし本性は自分の思い通りにいかない無能な者や不良を悪と切り捨てる非情な性格であり、憤ると相手を「毒虫」或いは「蛆虫」と罵る。しかし、真智子を初めとする一部の風紀委員は彼の方針に賛同しており、彼らの人望を集めているのも事実である。
校長（こうちょう）※本名不明
学院の校長。狡い性格と肥満な外見から（主に教頭から）狸爺（たぬきじじぃ）と称される。有馬の賄賂と定年退職後の生活補償に誘惑され、学院廃校を推し進めようとする。しかしやや抜けている所があり、誠悟がカマをかけただけで簡単にボロが出てしまう。
小悪党ではあるが神那島に対する郷土愛はもっており、有馬の計画によって神那島が更地と化す危険性が明かされたことで改心し、廃校を撤回した。
教頭（きょうとう）※名字不明
学院の教頭。長身でヒゲを生やし、校長と対をなして（主に校長から）狐と称される。校長同様有馬の賄賂と介護中の母親の生活環境提供に誘惑され、有馬に荷担する。一方で、自分のことを棚に上げ高みの見物してこき使う校長に対して陰口を叩いており、信頼はしていない。自宅の家庭菜園や花壇の手入れが趣味という一面も持ち、その技術は誠悟が感服するほど。
とある出来事がきっかけで自分の行為を恥じて罪悪感を持ち、改心して誠悟らの協力者となる。以降は絵に描いたような好人物として描かれ、物語の重要なシーンに何度も登場する。

#### その他の人物
有馬（ありま）※偽名、本名不明
紫のスーツに三角型のサングラスが印象的な地上げ屋。本作最大の悪役であり、学院廃校並びに土地買収の実行犯。ビジネスマンならではの知略に長け、チンピラを雇ったり、そのチンピラが無用となると処分するなど目的のためには手段を選ばない。低姿勢かつ丁寧な物言いをする一方で、道化のような言動で相手を挑発する。自分はあくまでもクライアントとの間にいる仲介人であるという姿勢を常に崩さない、ある意味では典型的な仕事人間。敵でありながらも頭の切れる誠悟に興味を抱いており、誠悟たちクルセイダーズとの勝負をゲームだと捉えている。よって敗北による損害や自分の人生もギャンブルのようにしか見ておらず、自分を負かした相手を恨むような事はない(廃校問題が解決した第3部では、誠悟を支援するような行動をとる)。また「悪人なりのルール」をアイデンティティとしており、勝負外のことであれば、その代償を含めた約束を守るなど律儀な一面もある。
「あはえは」では聖良ルートにのみ登場し、彼との最終決戦が描かれる。
岡田（おかだ）※下の名は不明（本名かも不明）
サングラスの男。有馬の用心棒的存在。寡黙だが高い戦闘能力を持ち、佳代子・聖良ペアと互角に戦うほど。佳代子ルートでは彼女との意外な関係と彼が神那島に来た本当の目的が明らかになる。
なお、有馬、岡田が第3部に登場するのは、佳代子、聖良ルートの2つのみ。また彼は終始サングラスを装着したままだが、本編クリア後の「立ち絵鑑賞」で素顔を見ることができる。
「あはえは」では、「extra heats」のとあるシーンの1カットと佳代子ルートに登場。佳代子ルートにおいてはその経緯からキャラが180度変わり、間の抜けた人物となっている。
伊東 節子（いとう せつこ）
誠悟の実母。神那島中心街から10kmほど南に離れた海洋研究所で働いている。夫婦揃って研究所に缶詰になるため、彼らの着替えなどの仕送りを週一で持ち込むのが誠悟の習慣になっている。また、金銭感覚に疎い部分があり、ウォーターオーブンがあるにもかかわらずもう1台購入するなど無頓着な部分があるため、クレジットカードの類は誠悟に没収されているが、美琴曰くカード番号を暗記しているため、奪っても無駄。子ども2人を溺愛しているが、仕事熱心であり、息子が巻き込まれる事件に気付いていない。というより放任主義（本人曰く「育児放棄」）であり、誠悟が家事に精通しているのも別の意味で彼女の賜物と言える。ただし勉学の怠慢は別で、それを疎かにした場合は溺愛する子どもでもちきんと躾をする教育者でもある。なお前夫(誠悟の実父)とは死別しているが、それを感じさせないほど明るい女性である。
伊東博士（いとうはかせ）※下の名は不明
美琴の実父。節子の再婚相手で、誠悟の実父と節子と彼は大学時代同じ研究室だった。海洋研究所の右腕たる有能な研究者で、神那島に研究所と本土を結ぶ橋(後述)をもたらし、島の発展のきっかけを作った存在として、島民から感謝と尊敬の眼差しを持たれている。だが本人は決してそれを鼻にかけることはなく、謙虚でおおらかな心の持ち主。だが、彼らの研究は、実は有馬の陰謀と密接に関わっていた。
海洋研究所所長（かいようけんきゅうじょ　しょちょう）※本名不明
誠悟の両親が働いている研究所の所長。伊東博士とは旧知の仲であり、伊東博士が研究に専念する為に彼を所長に誘い就任した経歴を持つ。気さくな人柄だが、誠悟にとっては気さくに接しすぎるため、内海翁とは別の方向で接し辛い人物である。
内海 翁（うつみ おきな）
静奈の祖父で島の町議員。気難しく常に鷹揚とした物腰であり、大人はおろか彩ですら「内海様」と呼んで畏怖している。神那島の発展と内海家の繁栄に誰よりも心血を注いでいる。直談判に来て自分に対しはっきり「ノー」と言った誠悟のことを切れ者と称し、神那島の廃校問題を含む問題を解決に導いた実力を認めている。実力を認めた上で、誠悟を大学卒業後に内海家で働かせようとポジションを考えているらしい。
粕谷（かすや）※下の名は不明
学院の土地の所有権を持つ人物の1人。戦前までは内海家を凌ぐ程の神那島きっての名家の出だが、とある事件をきっかけに人間不信となり山中で隠遁生活を送っている。それゆえ非常に頑固であり、誠悟らの廃校反対活動には当初「自分に無関係」と非協力的な態度であった。しかし美琴と出会い彼女と自身の意外な共通点を見つけ、考えを改める。内海翁とは同世代かつ島の名家どうしであり腐れ縁、とは本人の談。内海翁を恐れない同年代の人間の中でも特に口が悪く、翁に「ニート」「引き篭もり」と罵倒されても笑い倒しているある意味では作中最大の大物。
三笠 月理（みかさ あかり）
十六夜研所属のとある学者。本人は登場しないが、メールで誠悟と接触し、廃校問題に奔走する彼に重要な情報を提供する。なお、前々作片恋いの月のヒロインの1人と同姓同名だが、本人かは不明（ただし学会では本人と同じく変人扱いされているらしい）。

## 用語
神那島（かみなじま）
本作の舞台となる東京から少し離れた離島。人口は一万人。温暖であり、主な生産物は魚介類、みかん。ただし、収入はあまり期待できず、労働者は何らかの兼業を持っていることが多い。
発展途上の地域であったが、最近は神那島大橋（後述）の完成により、人の出入りが多くなり、観光地として栄えはじめた。
なおモデルは西瀬戸自動車道の島々であり、位置的には、すたじお緑茶にちなんで、静岡県西部という設定になっている。
神那学院（かみながくいん）
誠悟たちが通う学校。60年ほど前に創立した古い木造建築で、当校の廃校問題が物語に関わっている。神那島で2つしかない高校の1つであり、表向きでは廃校後はもう1つの学校である「神那南高校」と合併することになっている。
風紀委員
学院の規律を守る組織で、4班構成。厳格な芹沢の息がかかり、違反者には排他的な処置を取る。さらに唯一武器の携帯（聖良を除く全員が刺又）が許可されているため、一般生徒からは畏怖されている。特徴として、活動中は左腕に赤い腕章をする。
神那島クルセイダーズ（かみなじま　-　）
廃校反対運動のために結成された「地下組織」。結成者及びリーダーは誠悟だが、命名は聖良（クルセイダーズは十字軍の意であり同義の英語Crusadeから転じて「社会活動家」を意味する語でもある）。なお「地下組織」とあるが物理的に地下を根城にしているわけではなく、水面下で大人たちの陰謀を暴こうと暗躍しているという意味である。普段はDIYクラブとして活動し、カモフラージュしている。
神那海洋資源研究所（かみなかいようしげんけんきゅうじょ）
誠悟の両親が所属している研究所。その名の通り、神那島近辺の海底に眠る地下資源の有用性を研究している。研究が成功すると、離島である神那島にとっては大きな貢献になると、島民の誰もが期待している。
神那島大橋（かみなじまおおはし）
本土と島を繋ぐ橋。誠悟の父親が所属する研究所が誘致を条件に建設した。
なお、本作のオープニングに登場したりと、作中の世界観を象徴する建造物であるが、この橋が舞台となって物語が展開することはない。
神那島同様、因島大橋がモデルとなっている。
スマッシュ! 巫女さんファイターズZX（スマッシュ　みこさんファイターズ　ズィーエックス）
通称「巫女スマ」。作中に登場する4人対戦型格闘ゲームで、シリーズの最新作とのこと。登場キャラクターは「片恋いの月」、「マジカライド」を初めとする「すたじお緑茶」の歴代ヒロインで、『恋色空模様ビジュアルファンブック』に全13キャラクターが紹介されている。

## 制作スタッフ
- 原画：るちえ
- シナリオ：氷雨こうじ
- SDイラスト：広瀬まどか
- デモムービー制作：SHO-ICHI

## 主題歌

### 本編
オープニングテーマ
第一部、第三部「二人色」
歌 - Duca / 作詞 - 中山♡マミ（Angel Note） / 作曲・編曲 - 内藤侑史、山田屋カズ（BAL）
第二部、挿入歌「Revolution」
歌 - Duca / 作詞 - 神代あみ（Angel Note） / 作曲・編曲 - 内藤侑史、山田屋カズ（BAL）
エンディングテーマ
第二部「これからの未来に」
歌 - nao / 作詞 - 山下慎一狼 / 作曲・編曲 - 新井健史
第三部「グラフティー」
歌 - 霜月はるか / 作詞・作曲・編曲 - bassy
なお、初回特典の音楽CDには「二人色 -HEM mix-（歌：nao）」、「Revolution -Red Steel Mix-（歌：UR@N）」が収録されている。

### ファンディスク
オープニングテーマ「フルスロットルHeart」
歌 - Duca、AiRI / 作詞 - AIAi / 作曲・編曲：ユージ・ナイトー、山田屋カズ（BAL）
エンディングテーマ「空と風の旋律」
歌 - 霜月はるか / 作詞・作曲・編曲 - bassy
エンディングテーマ「僕らの日々」
歌・作詞 - Duca / 作曲・編曲：ユージ・ナイトー、山田屋カズ（BAL）

## 関連商品
書籍
恋色空模様 ビジュアルファンブック
エンターブレインより2010年7月30日発売。ISBN 978-4-04-726679-7
恋色空模様 after happiness and extra hearts ビジュアルファンブック
前作と同じくエンターブレインより2012年3月16日発売。ISBN 978-4-04-727949-0
CD
恋色空模様　オリジナルサウンドトラック
本作のサウンドトラック。2枚組で主題歌を含む60曲を収録している。2012年2月10日発売。